# Yūki Tabata
Yūki Tabata (田畠裕基 Tabata Yūki?, Prefectura de Fukuoka, 30 de julio de 1984) es un mangaka japonés conocido por la redacción e ilustración de Black Clover.

## Carrera
Tabata fue asistente de Toshiaki Iwashiro, junto a Ryūhei Tamura (Autor de Beelzebub), y Naoya Matsumoto (autor de Kaiju No. 8).
Presentó su primer one-shot en 2001, Grave Keeper HAKAMORI, que le valió un premio especial al Tenkaichi Manga. Presentó un segundo one-shot, Blue Steady en 2003 para el Premio Rookie Manga, llegando a estar entre los finalistas. Al año siguiente Tabata ingresó a los premios Tezuka con una mención a su trabajo XXX WITH NO NAME . El "salto de calidad" se produce en 2005 cuando en Akamaru Jump publicó el one-shot Garance.
En 2011 entró en la Gold Future Cup con el cual publicó en la Weeky Shonen Jump su one-shot Hungry Joker, con el que ganó el concurso y logró serializar en la revista en 2012;  sin embargo, debido a la gran diferencia con el one-shot original, no pudo alcanzó popularidad y después de 24 capítulos se canceló el 13 de mayo de 2013.
Al año siguiente publicó en la Jump NEXT! un nuevo one-shot, titulado Black Clover, que nuevamente fue considerado para una serialización en la Shōnen Jump, la cual comenzó en febrero de 2015, pero a diferencia de Hungry Joker, Tabata prefirió ser más fiel al one-shot original, tanto para las características de los personajes, el diseño como por otros escenarios importantes.
Como él mismo anunció, ha estado casado desde antes de la serialización de Black Clover.

## Trabajos

### Manga
| Nombre                                       | Formato  | Año            | Serialización      | Notas                                                                        |
| -------------------------------------------- | -------- | -------------- | ------------------ | ---------------------------------------------------------------------------- |
| Grave Keeper HAKAMORI (墓 守)                | One-shot | 2001           |                    | Publicado en el Tenkaichi Manga Award el 31 de agosto de 2001.               |
| Blue Steady                                  | One-shot | 2003           |                    | Publicado en el Initial Manga Award de junio de 2003.                        |
| XXX WITH NO NAME                             | One-shot | 2004           |                    | Publicado en los Premios Tezuka 2004.                                        |
| Garance (ガ ラ ン ス)                        | One-shot | 2005           | Akamaru Jump       | Debut profesional, publicado en la revista Akamaru Jump de invierno de 2005. |
| Hungry Joker (ハ ン グ リ ー ジ ョ ー カ)    | Serial   | 2012-2013      | Shūkan Shōnen Jump | Publicado en el número 37 de la revista Weekly Shōnen Jump en 2011.          |
| Black Clover (ブ ラ ッ ク · ク ロ ー バ ー ) | Serial   | 2015- presente | Shūkan Shōnen Jump | Publicado en el número 2 de Jump NEXT en 2014.                               |